# Winnipeg Blue Bombers
Winnipeg Blue Bombers – zawodowy zespół futbolu kanadyjskiego z siedzibą w Winnipeg. Drużyna jest członkiem ligi CFL. Blue Bombers dwanaście razy zdobyli Puchar Greya, czyli mistrzostwo Kanady w futbolu kanadyjskim.

## Historia
Drużyna powstała w 1930 jako Winnipeg Rugby Football Club. Po zwycięstwie w Pucharze Greya w 1935 roku, dziennikarz sportowy z gazety „Winnipeg Tribune”, Vince Leah, nazwał drużynę „niebieskimi bombowcami zachodniego futbolu”. Winnipeg była pierwszą drużyną z zachodu Kanady która zdobyła mistrzostwo kraju. Do tego czasu drużyna nie miała oficjalnego pseudonimu, ale szybko zaczęła używać nazwy „Winnipeg Blue Bombers”.
W latach 1982–1996 w drużynie grał Polak, Stan Mikawos.

## Sukcesy
- Puchar Greya: 1935, 1939, 1941, 1958, 1959, 1961, 1962, 1984, 1988, 1990, 2019, 2021